# ادیلی
ادیلی (به فرانسوی: Adilly) یک کمون در فرانسه است که در Canton of Parthenay واقع شده‌است.

## خصوصیات
ادیلی ۱۳ کیلومترمربع مساحت و تا سال 2017 حدود ۳05 نفر جمعیت دارد.